# 血散薯
血散薯（学名：Stephania dielsiana）是防已科千金藤属的植物，为中国的特有植物。分布在中国大陆的广东、贵州、广西、湖南等地，生长于海拔400米至1,000米的地区，多生在林中、林缘和溪边多石砾的地方，目前尚未由人工引种栽培。